# Condado de Williams (Ohio)
El condado de Williams (en inglés: Williams County), fundado en 1820 y con nombre en honor al patriota David Williams, es un condado del estado estadounidense de Ohio. En el año 2000 tenía una población de 39.188 habitantes con una densidad de población de 36 personas por km². La sede del condado es Bryan.

## Geografía
Según la oficina del censo el condado tiene una superficie total de 1096 km² (423,2 mi²), de los que 1092 km² (421,6 mi²) son tierra y 1 km² (0,4 mi²) (0,31%) son agua.

## Condados adyacentes
- Condado de Hillsdale - norte
- Condado de Fulton - este
- Condado de Henry - sureste
- Condado de Defiance - sur
- Condado de DeKalb - suroeste
- Condado de Steuben - noroeste

## Demografía
Según el censo del 2000 la renta per cápita media de los habitantes del condado era de 40.735 dólares y el ingreso medio de una familia era de 47.398 dólares. En el año 2000 los hombres tenían unos ingresos anuales 33.476 dólares frente a los 22.136 dólares que percibían las mujeres. El ingreso por habitante era de 18.441 dólares y alrededor de un 6,00% de la población estaba bajo el umbral de pobreza nacional.

## Ciudades y pueblos
- Bryan
- Blakeslee
- Edgerton
- Edon
- Holiday City
- Montpelier
- Pioneer
- Stryker
- West Unity